# Kathagermolen
De Kathagermolen is een voormalige watermolen in Kathagen bij Vaesrade in de gemeente Beekdaelen in de Nederlandse provincie Limburg. De molen staat op de Geleenbeek. Stroomopwaarts lag de Brommeldermolen, de banmolen van de vrije Heerlijkheid Wijnandsrade, en nog verder stroomopwaarts de Oliemolen van Weustenrade; stroomafwaarts lag de Muldermolen. Bovenstrooms van de molen werd het water gesplitst in een molentak (linkertak) die gebruikt werd voor de watermolen en een afslagtak, die weer bij elkaar kwamen na de molen.

## Geschiedenis
Rond 1800 werd de korenmolen gebouwd.
In 1854 had het middenslagrad een breedte van 54 centimeter en een doorsnede van vijf meter.
In 1883 en 1884 werden de waterwerken en de molen vernieuwd omdat ze in slechte staat verkeerden. Daarbij werden de sluizen, waterrad en molengebouw vernieuwd en de beek verdiept en verbreed. In 1883/1884 had het nieuwe rad een breedte van 70 centimeter en een doorsnede van ook vijf meter. Daarbij was de schoephoogte slechts 30 centimeter.
In 1890 verving men het waterrad door een turbine en kreeg de molen een nieuwe maalinrichting. Boven de turbine bouwde men een turbinekamer.
Rond 1960 stelde men de molen buiten gebruik, verkocht men het waterrecht en werd de molentak van de Geleenbeek gedempt.

## Overstromingen
Bij hoge waterstanden in de Geleenbeek loopt de Kathagermolen telkens onder water. Het dal rondom de molen is door het Waterschap Limburg, in het kader van de Omgevingswet aangewezen tot inundatiegebied Vaesrade. Dit gebied mag bewust overstromen om overlast in met name het stadscentrum van Sittard te voorkomen.
Tijdens de heftige regenval en overstromingen in juli 2021 is ook de Kathagermolen ondergelopen. Het water van de Geleenbeek stroomde over in de Kathager beemden, en van daaruit over een dijk het erf op. Het water stond zo'n twee meter hoog in de benedenverdieping.

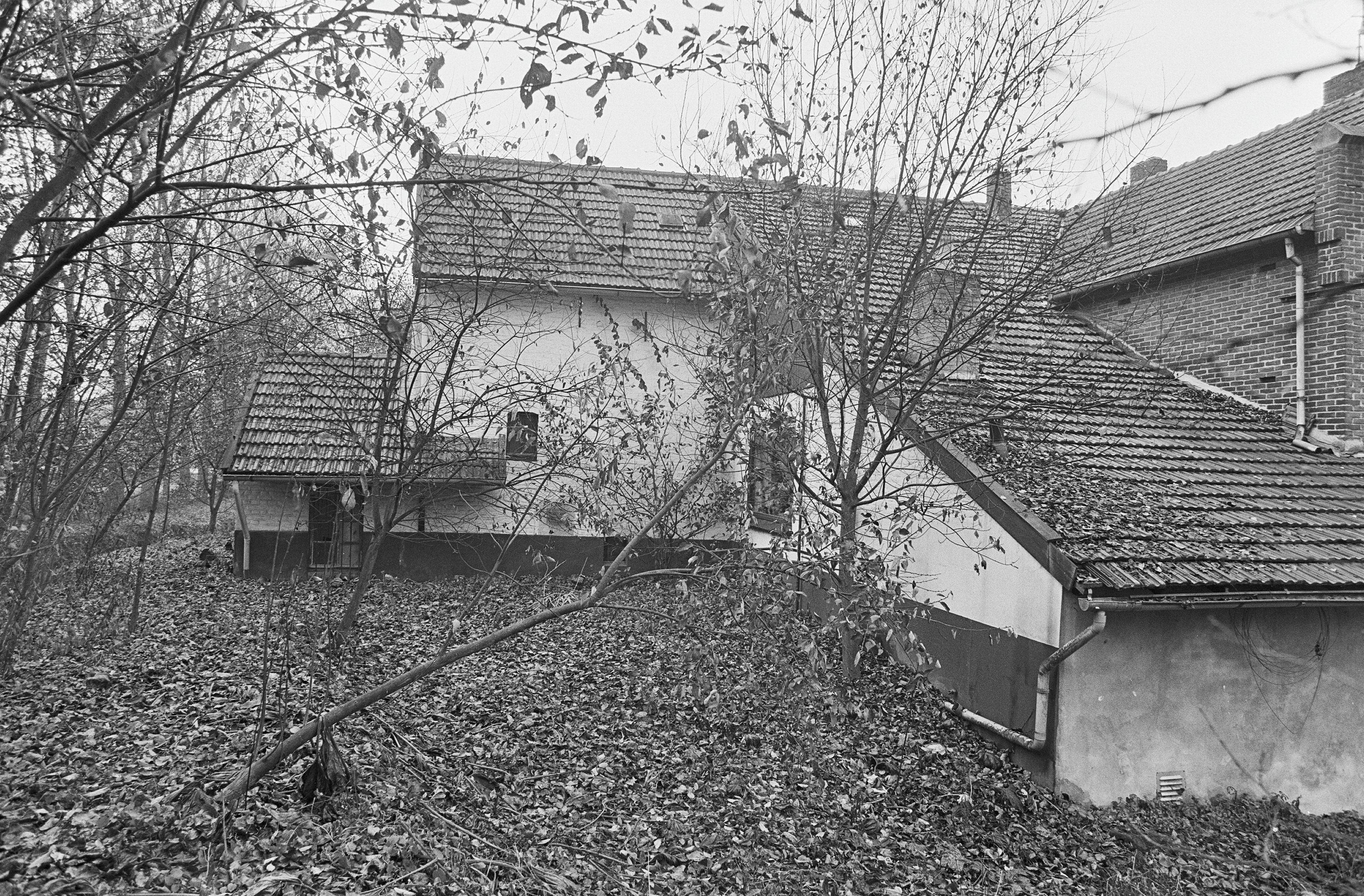
Zijgevel
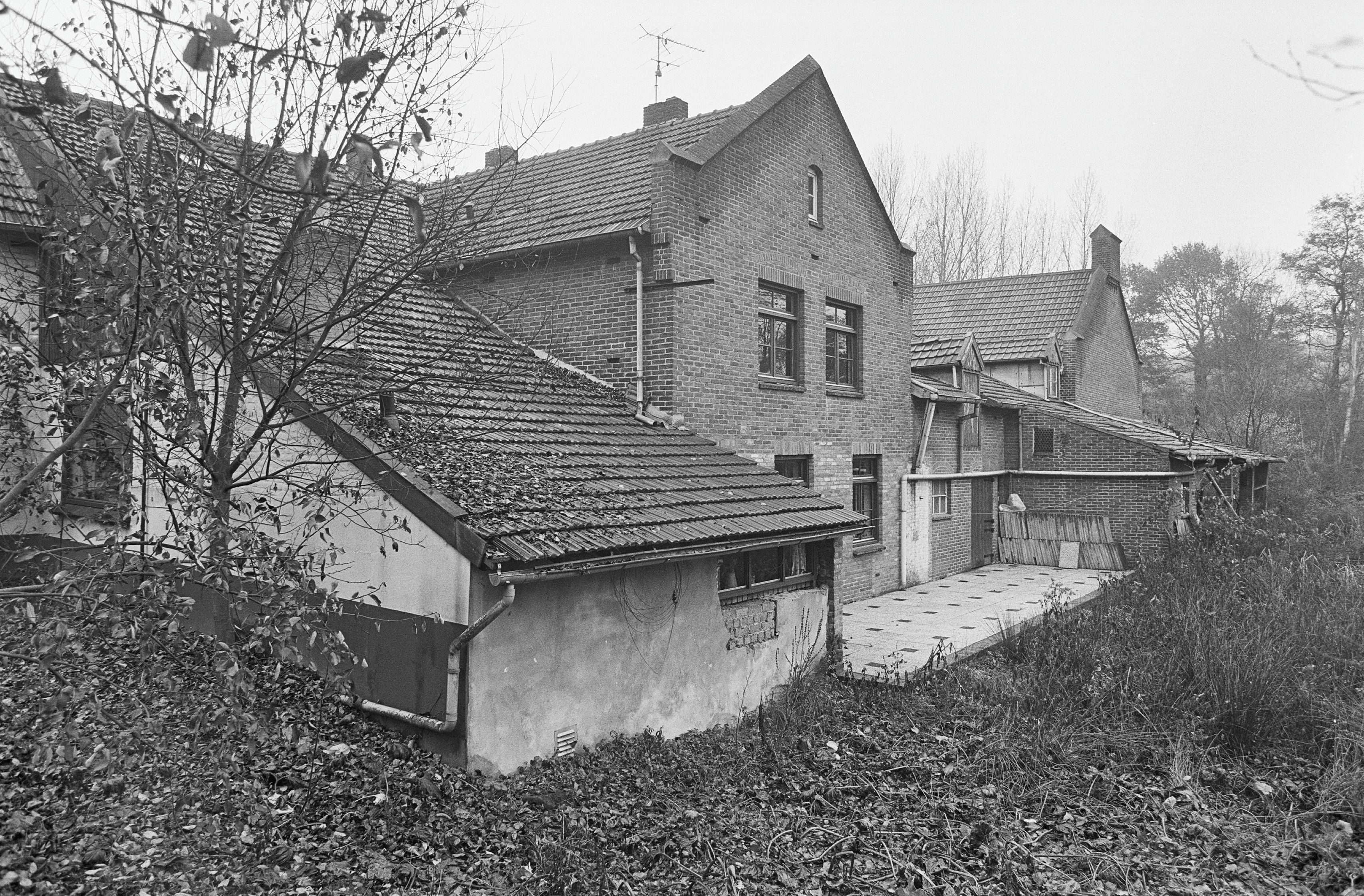
Achtergevel
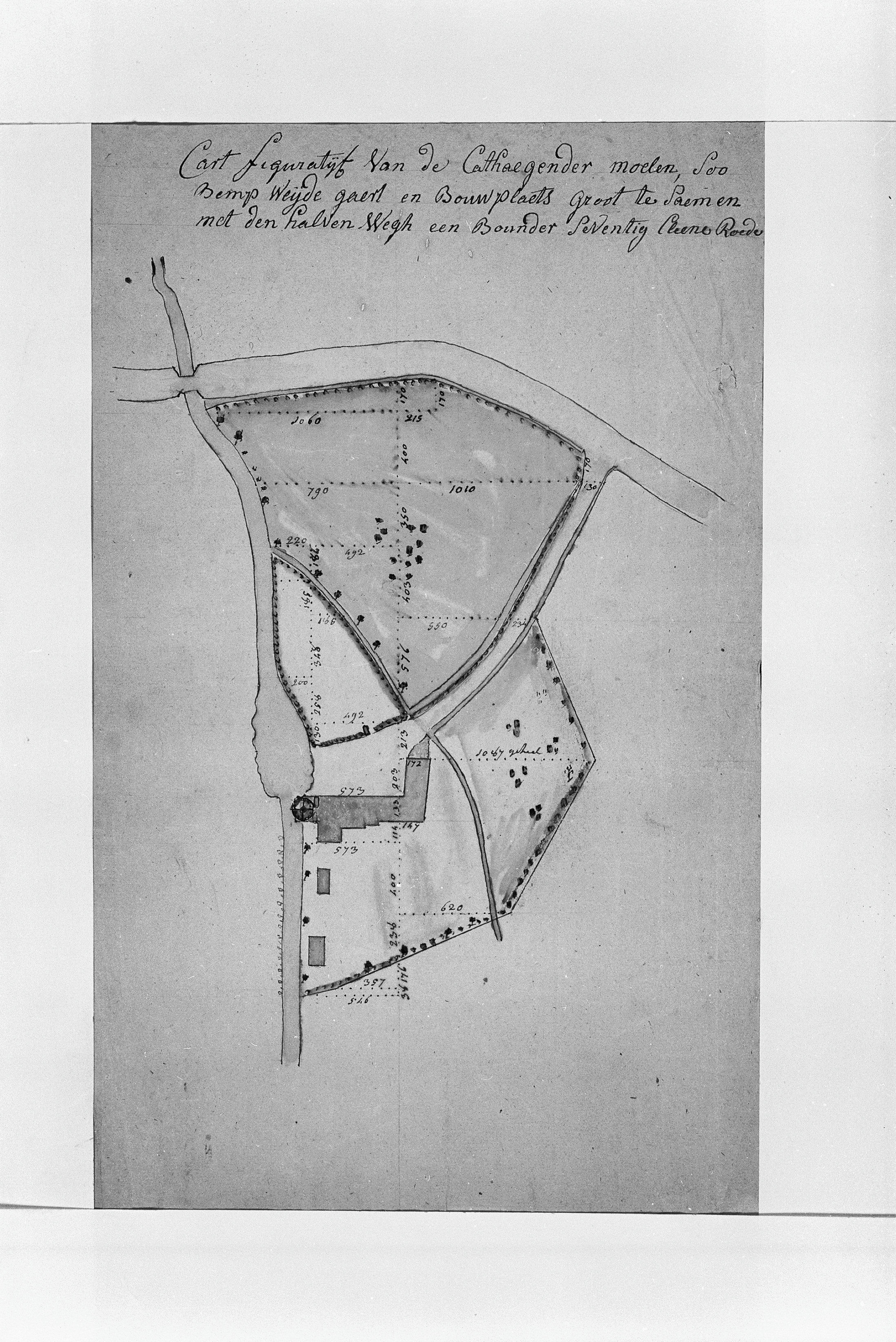
Kaart van Kathagermolen